# Сара Зетел
Сара Зетел (на английски: Sarah Zettel) е американска писателка на произведения в жанра научна фантастика, фентъзи, романтичен трилър и паранормален любовен роман. Пише и под псевдонимите С. Л. Андерсън (C. L. Anderson), Мариса Дей (Marissa Day) за паранормална романтика, и Делия Джеймс (Delia James) за детска литература.

## Биография и творчество
Сара Ан Зетел е родена на 14 декември 1966 г. в Сакраменто, Калифорния, САЩ, в семейството на Леонард Зетел, инженер и програмист, и Гейл Бийвър, учителка и социален работник. Има брат. Завършва с бакалавърска степен по журналистика Университета на Мичиган. След дипломирането си работи като технически писател по софтуерни ръководства и технически системи.
Започва да пише още в гимназията. Първият ѝ разказ „Grandaddy Jenkins Plays the Bones“ е публикуван през 1988 г.
Дебютният ѝ фантастичен роман „Възвръщане“ е издаден през 1996 г. Епичната творба е удостоена с наградата „Локус“ за най-добър първи роман.
През 2009 г. е публикуван под псевдонима С. Л. Андерсън романа ѝ „Bitter Angels“ (Горчиви ангели), който е удостоен с наградата Филип К. Дик за най-добър оригинален роман.
Произведенията на писателката обхващат пълната гама от жанр на фантастиката.
В следващите години пише и паранормални любовни романи под псевдонима Мариса Дей, а от 2016 г. и детска литература под псевдонима Делия Джеймс.
Сара Зетел живее със семейството си в Ипсиланти, Мичиган.

## Произведения

### Като Сара Зетел

#### Самостоятелни романи
- Reclamation (1996) – награда „Локус“ за най-добър първи роман
Възвръщане, изд.: ИК „Бард“, София (2005), прев. Юлиян Стойнов
- Fool's War (1997)
- Playing God (1998) – награда на Библиотечната асоциация
- The Quiet Invasion (2000)
- Kingdom of Cages (2001)

#### Серия „Исавалта“ (Isavalta)
1. A Sorcerer's Treason (2002)
2. The Usurper's Crown (2002)
3. The Firebird's Vengeance (2004)
4. Sword of the Deceiver (2007)

#### Серия „Камелот“ (Camelot)
1. Camelot's Shadow (2004) – издаден и като „In Camelot's Shadow“
2. Camelot's Honour (2005) – издаден и като „For Camelot's Honor“
3. Camelot's Sword (2006) – издаден и като „Under Camelot's Banner“
4. Camelot's Blood (2007)

#### Серия „Готвачът вампир“ (Vampire Chef)
1. A Taste of the Nightlife (2011)
2. Let Them Eat Stake (2012)

#### Серия „Американска фея“ (American Fairy)
1. Dust Girl (2012)
2. Golden Girl (2013)
3. Bad Luck Girl (2014)

#### Серия „Дворец от шпиони“ (Palace of Spies)
1. Palace of Spies (2013)
2. Dangerous Deceptions (2014)
3. The Assassin's Masque (2016)

#### Разкази (частично)
- Grandaddy Jenkins Plays the Bones (1988)
- Driven by Moonlight (1990)
- When the Hurlyburly's Come (1990)
- Fool's Errand (1993)
- Cracks in the Pavement (1993)
- Miss Underwood And the Mermaid (1999)

### Като С. Л. Андерсън

#### Самостоятелни романи
- Bitter Angels (2009) – награда Филип К. Дик

### Като Мариса Дей

#### Самостоятелни романи
- The Seduction of Miranda Prosper (2011)
- The Surrender of Lady Jane (2011)
- Fascinated (2012)

#### Новели
- Tamara's Conquest (2012)

### Като Делия Джеймс

#### Серия „Анабел Бритън“ (Annabelle Britton)
1. A Familiar Tail (2016)
2. By Familiar Means (2016)